# 石村和清
石村 和清（いしむら かずきよ、1938年3月25日 - ）は、日本の経営者。ヤマハ社長を務めた。

## 来歴・人物
東京都出身。1960年に早稲田大学理工学部電気通信学科を卒業し、同年に日本楽器製造(のちのヤマハ)に入社。ほぼ一貫してエレクトロ二クス部門に携わり、1985年7月に取締役に就任し、1992年4月に常務、1996年6月に専務を経て、1997年6月には社長に就任。2000年4月に取締役相談役に就任し、同年6月には特別顧問に就任。